# Més fort que les paraules
Més fort que les paraules o Més enllà de les paraules (títol original en anglès, Louder Than Words) és una pel·lícula dramàtica del 2013 dirigida per Anthony Fabian i escrita per Benjamin Chapin. Protagonitzada per Timothy Hutton, David Duchovny i Hope Davis, la pel·lícula se centra en una parella, en John (David Duchovny) i la Brenda (Hope Davis), que intenten fer front a la mort de la seva filla Maria (Olivia Steele-Falconer). Es va basar en esdeveniments que van portar a la fundació del Maria Fareri Children's Hospital a Valhalla (Nova York). S'ha doblat al català oriental amb el títol de Més fort que les paraules, i al valencià amb el nom de Més enllà de les paraules.
La producció de la pel·lícula es va aturar durant una setmana el 2012 a causa de les conseqüències de l'huracà Sandy.

## Sinopsi
Després de la mort inesperada de la seva filla, una parella treballa per construir un hospital infantil d'última generació on les famílies són benvingudes al procés de curació.

## Rebuda
La pel·lícula es va estrenar l'11 d'octubre de 2013 al Festival Internacional de Cinema de Hamptons i va rebre crítiques diverses. Ben Kenigsberg de The New York Times va criticar el to i va assegurar que no feia justícia als esdeveniments reals. Mark Jenkins de The Washington Post va ser igualment crític amb les opcions.